# Гвінейниця жовточерева
Гвінейниця жовточерева (Cryptomicroeca flaviventris) — вид горобцеподібних птахів родини тоутоваєвих (Petroicidae). Ендемік Нової Каледонії. Єдиний представник монотипового роду Жовточерева гвінейниця (Cryptomicroeca).

## Опис
Довжина птаха становить 14-15 см, вага близько 12 г. Верхня частина тіла темно-сіро-оливкового кольору, голова сіра, груди й горло світло-сірі, живіт і гузка жовті, ноги сірі.

## Таксономія
Жовточерева гвінейниця довгий час належала до роду Королець (Eopsaltria). За результатами генетичного дослідження 2009 року її було віднесено до роду Гвінейниця (Microeca). За результатами більш ретельного молекулярно-філогенетичного дослідження 2011 року цей вид було виділено в окремий монотиповий рід Жовточерева гвінейниця (Cryptomicroeca).

## Поширення й екологія
Жовточерева гвінейниця є ендеміком Нової Каледонії. Вона мешкає в різних природних середовищах, які включають посушливі пустища, соснові й панданові ліси, а також вологі тропічні ліси. Живе на висоті до 1525 м над рівнем моря.